# Nordmannia ornata
Nordmannia ornata är en fjärilsart som beskrevs av Barend J. Lempke 1955. Nordmannia ornata ingår i släktet Nordmannia och familjen juvelvingar. Inga underarter finns listade i Catalogue of Life.